# جائزة سان مارينو الكبرى 2000
جائزة سان مارينو الكبرى 2000 هو سباق فورمولا 1 أقيم بتاريخ 9 أبريل 2000 في حلبة إنزو دينو فيراري، إيمولا، إميليا-رومانيا، إيطاليا. كان الثالث من أصل 17 في بطولة العالم لسباقات الفورمولا واحد موسم 2000. حلّ الألماني مايكل شوماخر أولا بينما جاء الفنلندي ميكا هاكينن في المركز الثاني وحصل على المركز الثالث البريطاني ديفيد كولتهارد.